# Aspergillus robustus
Aspergillus robustus är en svampart som beskrevs av M. Chr. & Raper 1978. Aspergillus robustus ingår i släktet Aspergillus och familjen Trichocomaceae.   Inga underarter finns listade i Catalogue of Life.